# Emmanuelle Gagliardi
Emmanuelle Gagliardi (Ginebra, Suiza, 9 de julio de 1976) es una tenista suiza.
En marzo de 2008, Gagliardi llegó a su primera final en un torneo de la WTA.